# Tamburi nella notte
Tamburi nella notte (in tedesco Trommeln in der Nacht) è la seconda opera teatrale, dopo Baal scritta da Bertolt Brecht negli anni critici del primo dopoguerra.

## Storia dell'opera
La prima edizione di Trommeln risale al 1919 e rappresenta la prima presa di contatto con la realtà politica contemporanea da parte di Brecht: sono, infatti, presenti espliciti riferimenti all'attualità, in particolare alla rivolta spartachista del Novembre 1919. Nella seconda versione, poco diversa dalla prima, Brecht ha ritenuto più significativo parlare della sollevazione spontanea di gennaio, sono quindi relativi a quest'ultima i riferimenti specifici che troviamo qua e là nel testo.

## Trama
Un reduce di guerra (Andrea Kragler), ormai lontano da Berlino e dalla sua fidanzata (Anna Balicke) da quattro anni è dato ormai per morto, si ripresenta alla porta dell'amata intenzionato a tornare con lei, proprio la notte dell'attacco del quartiere dei giornali. Scopre però Anna promessa sposa ad un borghese (Murk) evidentemente non innamorato di lei, con problemi d'alcolismo, e per il quale neanche lei prova sinceri sentimenti. Si tratta del tipico matrimonio d'interesse borghese, voluto dai genitori indifferenti alla felicità dei figli e interessati soltanto alle disponibilità economiche del marito.
Anna inizialmente non riesce a ribellarsi alla sua condizione, in quanto è una ragazza fragile che si ritrova totalmente in balia dell'ambiente che la circonda. Pertanto accetterà senza ribattere troppo, il suo destino.
Nel rivedere però il suo vecchio e sincero amore qualcosa dentro di lei cambia, ritrova la forza perduta e alla fine si ricongiungerà a lui, nonostante sia rimasta incinta di Murk.

## Simbologia
All'interno del dramma vi sono diversi elementi simbolici, uno di questi è il tamburo, simbolo della rivolta, e che Kragler aveva imbracciato deciso ad unirsi alla rivolta in corso a Berlino dopo l'iniziale rifiuto di Anna. Questo stesso tamburo, Kragler lo scaglierà contro la luna (di cartone) alla fine dell'opera, a dimostrare il suo abbandono della rivolta, e ad esso preferirà il letto, simbolo della riproduzione.
Possiamo definire Kragler come l'"uomo piccolo" al di fuori della storia, egli non è né un eroe né un antieroe, semplicemente ha deciso di adattarsi per sopravvivere.
Un altro simbolo presente nell'opera è lo stivale, status symbol del mondo borghese, solo chi ha soldi può infatti permetterselo. 
In una scena significativa Murk, borghesuccio arricchitosi grazie alla guerra, in possesso quindi di stivali belli e nuovi, si prende gioco di Kragler offrendogli di comprare i suoi stivali, logori e distrutti dalla guerra, per esporli al museo dell'esercito. Comprensibilmente Kragler rifiuterà i suoi soldi.
Nella rappresentazione di "Trommeln in der Nacht" (1922) Brecht introduce per la prima volta lo striscione, o cartello, con scritte di carattere illustrativo, ironico e didascalico, elemento dall'effetto estraniante che ritroveremo spesso nel suo teatro epico.

## Edizioni
- (DE)  Trommeln in der Nacht, 1971. ISBN 3-518-10490-X.